# دوناتا لسنیک
دوناتا لسنیک (انگلیسی: Donata Leśnik؛ زادهٔ ۳۱ مارس ۱۹۹۱) بازیکن فوتبال اهل لهستان است.
وی همچنین در تیم‌های ملی فوتبال زنان لهستان بازی کرده‌است.